# Майн Рид
Томас Майн Рид (на английски: Thomas Mayne Reid), известен като капитан Майн Рид или само Майн Рид (понякога името му е произнасяно и изписвано като „Майн Рийд“), е британско-американски писател от северноирландски произход, творил през XIX век.
Автор е на приключенски романи и други литературни произведения за деца, юноши и възрастни. Действието в неговите романи се развива в Американския Запад, Мексико, Южна Африка, Хималаите и Ямайка. Той е голям почитател на лорд Байрон.
Животът и кариерата му до голяма степен са трансатлантически – той успява да стане един от най-четените автори на приключенски романи за възрастни и деца в Европа и Северна Америка. Преведен е на много езици през XIX и XX век. Конете, приключенията, природата и морето вдъхновявали писателя за многото му романи. Дарбата му да владее читателя се оказва толкова силна, че дори днес той е сред най-популярните автори. Макар да е почти забравен в англоезичния свят, в други страни, като Русия например, продължава да е четен и до днес.
Томас Майн Рид също така е шампион по крокет и дори написва книга за играта (Crocket, 1863).

## Биография и творчество

### Произход и младежки години
Майн Рид е роден на 4 април 1818 г. в Балирони, графство Даун, в близост до Кейтсбридж, Северна Ирландия. По произход обаче е шотландец – както по бащина, така и по майчина линия. Баща му е презвитериански пастор по семейна традиция – прадядото на Майн Рид, преподобният Томас Мейн, се преселва от Шотландия в Северна Ирландия 70 години преди раждането на писателя.
Като момче Майн Рид първо посещава училище в Балирони, а след това става ученик на преподобния Дейвид Маки, който държи класическо училище в съседното село Кейтсбридж. На този свой учител впоследствие той посвещава романа си „Ловци на растения“. Когато Майн Рид навършва шестнадесет години, родителите му го изпращат да се учи в Белфаст, в Кралския университетски колеж, където учи 4 години и получава високи оценки по математика, древни езици, риторика и спортни дисциплини. Само към богословието не изпитва влечение, което много огорчава родителите му, които мечтаят да видят сина си презвитериански пастор.
След като получава добро класическо образование, Майн Рид се връща в Балирони, където известно време работи като частен учител в заможни семейства. Обаче младежът се отегчава от живота в бащиния дом, завладян е от жажда за пътешествия и романтични приключения. Страната, в която мечтае да замине, са Съединените щати, с техните безбрежни пространства от прерии и непроходими гъсти гори, за които той чете в много книги. Особено му се иска да общува с дивите индиански племена в естествени условия и да половува заедно с траперите.

### Първо пребиваване в Америка (1840 – 1849)
В търсене на приключения Майн Рид напуска Ирландия при навършване на пълнолетие и се отправя с кораб за Съединените щати. През януари 1840 г. той пристига в Ню Орлиънс – най-големият град на робовладелския Юг. Замаян от тамошния бурен живот, Майн Рид бързо изхарчва парите, които получава от баща си и се изправя пред необходимостта да си търси работа. Бързо разбира, че образованието му няма да му помогне и затова постъпва в една търговска фирма, за която впоследствие разбира, че се занимава с препродажба на „жива стока“. Неговите задължения се състоят в надзор над пристигащите партиди роби до наказания с бичуване. Майн Рид намира тази работа за отвратителна, напуска я и се отправя на север. През първите две години от пребиваването си в Америка младият авантюрист сменя няколко професии: продава в магазин, в Охайо за кратко става пътуващ актьор, в Нашвил той дори открива собствено училище, като сградата за него построява със собствени средства. В Натчез, Мисисипи се запознава с индиански търговци и бели трапери, като участва в няколко дълги търговски и ловни експедиции навътре в прерията. Натрупаните богати впечатления по-късно Майн Рид използва в литературното си творчество.
След поредицата бурни преживявания, Майн Рид заминава през 1842 г. за Питсбърг, Пенсилвания, където през есента на същата година започва литературната си кариера, като публикува поезия във в. Питсбърг Морнинг Кроникъл под псевдонима Пуър Сколър (Poor Scholar – Беден ученик). След няколко месеца, през пролетта на 1843 г. се премества във Филаделфия и се установява там. Пише стихове и разкази, които публикува в различни издания. Във Филаделфия Майн Рид написва и първата си пиеса Мъченик на любовта (Love's Martyr), която веднага бива поставена на сцената в един от местните театри. По същото време – през есента на 1843 г., Майн Рид се запознава с известния американски поет и писател Едгар Алън По в Тексас.

### Участие в Мексиканската война (1846 – 1848)
През есента на 1846 г. Майн Рид се премества в Ню Йорк и започва да работи в популярния седмичник „Спирит ъв дъ тайм“ (Spirit of the Time). Преди това той работи в „Ню Йорк Херълд“ (New York Herald) Нюпорт, Роуд Айлънд. По това време той започва да използва псевдонима Еколие (Ecolier), в допълнение към Пуър Сколар (Poor Scholar).
Войната между САЩ и Мексико започва през пролетта на 1846 г. и по това време е в разгара си. На 23 ноември 1846 г. Рид изоставя литературния живот и се присъединява към Първи нюйоркски доброволчески пехотен полк като младши лейтенант. През януари 1847 г. полкът напуска Ню Йорк с кораб, който отплава за бреговете на Южно Мексико. Той престоява в лагера няколко седмици преди да вземе участие в бойните действия. Във войната Майн Рид се проявява като храбър офицер, но и като журналист. В почивките между боевете той пише статии, които по-късно изпраща в „Спирит ъв дъ тайм“, където се печатат под общо заглавие „Записки на стрелеца“ (Sketches by a Skirmisher). Рид участва в обсадата на Вера Крус, в битките за Контрерас, Чурубуско и др. На 13 септември 1847 г. при щурма на крепостта Чапултепек той е тежко ранен в бедрото, губи съзнание и остава да лежи на бойното поле. Считат го за загинал, в някои американски вестници се появява негов некролог, дори и семейството му в Северна Ирландия получава известие за смъртта му. Обаче той остава жив. След изписване от болницата остава за няколко месеца в Мексико, като се запознава със страната и изучава природата ѝ. Тези свои впечатления използва по-късно при написване на няколко свои романа. Повишен е в чин старши лейтенант за храброст в битката. На 5 май 1848 г. подава оставка и през юли 1848 г. се завръща в Ню Йорк с полка си.

### Ражда се писател (1848 – 1850)
През май 1848 г. напуска армията с чин капитан, звание, което използва до края на живота си. Няколко месеца прекарва в Охайо, в дома на журналиста Дон Паят, бъдещ юнионистки генерал, където написва първия от многото си романи, Живот на война (War Life, 27 юни 1849, Ню Йорк), издаден по-късно под заглавие Стрелкова част (1850, Лондон) и посветен на мексиканската война.
През 1849 г. вдъхновеният романист заминава за Ню Йорк, където събира отряд от доброволци в помощ на европейските революции от 1848 – 1849 година. Когато обаче групата пристига в Париж, те научават за потушаването на революцията. Майн Рид разпуска доброволческия отряд и се завръща в Северна Ирландия. Там написва втория си роман, Ловци на скалпове (1851 г.), за който твърди, че се основава отчасти на неговите собствени приключения в Далечния Запад.

### Майн Рид в Англия (1850 – 1867)
След успеха на Стрелкова част Майн Рид намира в Англия сигурен издател за книгите си и се премества да живее там. Издателят Дейвид Боуг предлага на Майн Рид да напише серия приключенски романи за деца и писателят се съгласява. Оттогава в творчеството му се забелязват две основни направления: романи, предназначени за възрастни и повести за деца и юноши. Теми на произведенията от първото направление са главно войната, любовта и отмъщението. Главни герои на второто направление са по принцип деца, оказали се в екстремни ситуации, а приключенският сюжет се развива на фона на подробно и достоверно описания на флората и фауната на местата, където се развиват събитията, а също и нравите и обичаите на местните жители. За петнадесетина години под перото на Майн Рид излизат редица романи, действието на голям брой от които се развива в Северна Америка.
През този период от живота си Майн Рид създава някои от най-добрите си произведения и става изключително популярен. На 15 август 1854 г. се оженва за английската аристократка Елизабет Хайд, дъщеря на неговия издател, която е много по-млада от него Двамата остават заедно до смъртта на Майн Рид.
Всяка година, в навечерието на Коледа в книжарниците се появява поредната повест за деца, подписана с „Капитан Майн Рид“. На 1 декември 1851 г. излиза повестта „Жилище в пустинята“, след нея – дилогията Момчета-ловци и Млади пътешественици. Следват: Изгнаници в гората, „южноафриканската“ трилогия Горски момчета, Приключенията на младите бури и Ловци на жирафи (третата книга от трилогията излиза 10 години след втората), „хималайската“ дилогия Ловци на растения и Пълзачи по скали, „морската“ дилогия Избягал в морето и Захвърлени в океана, както и повестите Момче-моряк (известна още и като Морското вълче), Момчета-роби, Плаване в гората, Корабокрушенци (В дебрите на Борнео) и др. Майн Рид написва общо 22 повести за деца и юноши. Същевременно Майн Рид работи и над романи за възрастни. След Стрелкова част излиза Ловци на скалпове, който има необикновен успех: за четиридесет години от момента на първото издание (1851 г.) само във Великобритания са продадени повече от един милион екземпляра. Със значителна популярност се ползват и романите Белият вожд, Квартеронката, Оцеола, Ямайски марони и др. Връх на творчеството му е романът Конникът без глава. Майн Рид написва общо 28 романа за възрастни.
Освен това Рид превежда от френски няколко романа, един от които е Герой по неволя от Луи дьо Белмар, по-известен под псевдоним Габриел Фери. Все още някои хора считат, че това е роман на Майн Рид.
В началото на 1860-те капитан и госпожа Рид се заселват в Джерардс Крос, малко село в Бъкингамшър, където бившият войник се появява на публични места с чуждестранната си униформа. Въпреки че продажбата на книгите му осигурява доста голям доход, Майн Рид харчи парите си веднага, щом ги получи. Неговата финансова непрактичност, склонността му към екстравагантност и екзотична романтика го водят до огромни парични затруднения. Животът му изобщо не протича гладко. През 1866 г. замисля строителството на огромна „хасиенда“ (традиционна къща в мексикански стил) и затъва в огромни дългове, от които едва се измъква. От пълен банкрут го спасява издаването на романа Конникът без глава. Обаче Майн Рид се впуска в поредната рискована авантюра – основава собствен вестник Литъл Таймс, който просъществува кратко време и от него излизат само 22 броя.

### Второ пребиваване в Америка (1867 – 1870)
След всички тези неуспехи и несполуки Майн Рид обръща отново поглед към Америка. Там се надява да възстанови предишната си слава и финансовото си положение. През ноември 1867 г. пристига в САЩ, където по това време са изключително популярни така наречените дайм новелс (десетцентови романи) – неголеми по обем остросюжетни произведения, публикувани с ярки обложки от нюйоркското издателство Бидъл енд Адамс. По негова поръчка Майн Рид написва цяла серия кратки романи, в това число Безпомощна ръка, Плантаторът-пират (Островът на дявола), Бялата скуо, Жълтият вожд (Синият Дик). Същото издателство издава и някои от предишните му произведения в съкратен вид (дайм-версии). Освен това Майн Рид започва издаване на юношеско списание, което обаче няма успех.
По това време САЩ са разкъсвани от гражданска война между Севера и Юга и писателят категорично застава на страната на Севера.
През май 1868 г. Майн Рид, по съвет на приятели, приема американско гражданство, за да може да получава пенсия като инвалид от Мексиканската война (която му бива отпусната). Здравословното му състояние се влошава и той прекарва дълго време в болницата „Свети Лука“, за да лекува старата си рана от войната. Той е в много тежко състояние, лекарите едва успяват да го спасят, а някои негови приятели получават телеграми, че е на смъртно легло. За втори път в живота му го смятат за мъртъв. През 1870 г. само след тригодишно пребиваване в Америка, се налага да се върне във Великобритания поради тежко здравословно състояние и неплатежоспособност. Средства за връщането му осигуряват приятели, сред които и Теодор Рузвелт Старши, баща на двадесет и шестия американски президент. По-късно Елизабет Рид, съпругата на писателя, която го придружава, пише, че почти през целия път до Англия Майн Рид не е на себе си.

### Последни години в Англия (1870 – 1883)
Почти до края на 1870-те Майн Рид живее в провинцията. Там болният писател, въпреки изтощението от болестта, продължава да пише, все така плодотворно. Обаче за повече от преданите му читатели е болезнено ясно, че най-добрите му творби, макар и с няколко забележителни изключения, са вече зад гърба му. След завръщането си в Англия, Майн Рид лежи няколко месеца в психиатрична клиника, а след това отново се заема с творчество – отначало внимателно, без да се напряга прекалено, според лекарските препоръки. Обаче в края на 1874 г. здравословното му състояние отново рязко се влошава – на ранения крак пак се образува абсцес, започва заразяване на кръвта. И този път организмът на писателя устоява. Но процесът на възстановяване е мъчителен и продължава цели шест месеца. В борбата с постоянната болка писателят се пристрастява към наркотиците. Майн Рид до края на живота си остава инвалид и не може да се придвижва без помощта на патерици.
Лечението и лекарствата изискват доста средства и Майн Рид отново се хваща за перото, макар че това не е лесно в неговото състояние. Написва романа Гуен Уин и го публикува веднага в девет провинциални вестника, за да изкара повече пари.
През 1877 – 1878 г. сътрудничи с автора на десетцентови романи Фредерик Уитъкър (1838 – 1889), като написва заедно с него романа Ловци на мустанги. Освен това, Майн Рид редактира романа на Уитъкър Копчето на кадета. След година, останал без пари, се решава на отчаяна стъпка – опитва да предложи на няколко провинциални вестници романа Копчето на кадета като собствен, но редакторите не приемат ръкописа. Във Франция обаче този роман бива издаден под името на Майн Рид, със заглавие Вождът със златната гривна. Автор на адаптирания френски превод е популярният писател Паскал Грусе (по-известен под псевдоним Андре Лори), издал заедно с Жул Верн романа Корабокрушенецът от „Цинтия“.
През 1879 г. Майн Рид пише за издателство Бидъл енд Адамс романа Капитанът на стрелците, който на следващата година излиза в Лондон под заглавие Кралицата на езерото. През последните си години Майн Рид пише малко и се занимава повече със селско стопанство в своята ферма.
В началото на октомври 1883 г. раната отново напомня за себе си. Този път Майн Рид е окончателно прикован на легло, но дори тогава продължава да работи. Той започва да пише книга със спомени за Мексиканската война. С всеки изминал ден става все по-зле и на 22 октомври 1883 г. в 20:00 часа Томас Майн Рид почива. Погребан е в лондонското гробище Кенсал Грийн, където уникален надгробен камък, украсен с котва, сабя и стих от една от неговите книги, отбелязва гроба му.

## Наследство
Много вестници както в Англия, така и извън нейните предели поместват некролози, в които отдават почит към талантливия писател. Сатърдей ревю пише: „Книгите му са образец за това какви трябва да бъдат книгите за юноши“. Интер Оушън (Чикаго): „Младежта в Англия и Америка нямаше по-добър приятел от капитан Майн Рид“. Знаменитият изследовател на Африка Дейвид Ливингстън пише в своето последно писмо от африканските джунгли: „Читателите на книгите на Майн Рид са материалът, от който се получават пътешественици“.
Майн Рид оказва влияние на творчеството на такива известни писатели като Робърт Луис Стивънсън и Хенри Райдър Хагард. По произведенията му се увлича и Джек Лондон. Книгите на Майн Рид са превеждани на френски, немски, италиански, испански, шведски, руски, български и много други езици, дори и на един от езиците на американските индианци.
В продължение на шест години след смъртта на писателя продължават да излизат негови нови произведения, които той не успява да публикува приживе.

## Произведения (хронологичен списък)

### 1849
- Живот на война или Приключенията на един офицер от леката пехота (War Life: or, The Adventures of a Light Infantry Officer) (1849)

### 1850 – 1859
- Стрелкова част или Приключенията на един офицер в Южно Мексико (The Rifle Rangers: or Adventures of an Officer in Southern Mexico) (1850) (по същество същата книга като Живот на война)
- Ловци на скалпове (Ловци на скалпове или Романтични приключения в Северно Мексико), The Scalp Hunters or Romantic Adventures in Northern Mexico (1851)
- Приключения в пустинята (Жилище в пустинята, изд. 1898 г.) (Жилище в пустинята или Приключенията на едно семейство, изгубило се в пустошта), The Desert Home or The Adventures of a Lost Family in the Wilderness (1852)
- Момчета-ловци или Приключения в търсене на бял бизон (The Boy Hunters: or, Adventures in Search of a White Buffalo) (1853)
- Млади пътешественици или Момчета-ловци на Север (The Young Voyageurs: or The Boy Hunters in the North) (1854)
- Изгнаници в гората или Опасните приключения на едно перуанско семейство сред Амазонската пустош (The Forest Exiles: or, The Perils of a Peruvian Family Amid the Wilds of the Amazon) (1854)
- Ловджийски празник или Разговори около лагерния огън (The Hunter's Feast: or, Conversations Around a Camp Fire) (1855)
- Белият вожд: Северноамериканска легенда, The White Chief: A Legend of Northern Mexico (1855)
- Горски момчета или Историята и приключенията на един капски фермер и неговото семейство из дивите плата на Южна Африка (The Bush Boys: or, The History and Adventures of a Cape Farmer and His Family in the Wild Karoos of Southern Africa) (1855)
- Приключенията на младите бури (Приключенията на младите бури или Повест за ловни приключения в Южна Африка), The Young Yägers or A Narrative of Hunting Adventures in Southern Africa (1856)
- Квартеронката (Квартеронката или Приключения в Далечния запад, изд.1972 г.), The Quadroon or Adventures in the Far West (1856)
- Ловци на растения (Ловци на растения или Приключения сред Хималайските планини, изд.1960 г.), The Plant Hunters or Adventures Among the Himalaya Mountains (1857)
- Военна пътека или Лов на мустанг (The War Trail: or, The Hunt of the Wild Horse) (1857)
- Избягал в морето или Автобиография за момчета (Ran Away to Sea: An Autobiography for Boys) (1858)
- Оцеола, Osceola the Seminole or the Red fawn of the Flower Land (1859). Озаглавена също: Семинол (The Half Blood) (1861), Оцеола или Червеният елен от Флорида (Osceola: or, The Red Fawn of the Flower Land) (1875)
- Морското вълче или Пътуване в мрака, The Boy Tar or A Voyage in the Dark (1859)

### 1860 – 1869
- Странни хора (Odd People) (1860)
- Горски рейнджъри (The Wood Rangers) (1860)
- Дивата ловджийка (The Wild Huntress) (1861). Озаглавена също: Дивата ловджийка или Отмъщението на големия скуотър (Wild Huntress: or, The Big Squatter's Vengeance) (1882)
- Депар авантюристът (Despard the Sportsman) (1861)
- На лов за мечки (Мецана: или Големият лов на мечки), Bruin: or The Grand Bear Hunt (1861)
- Герой по неволя (A Hero in Spite of Himself) (1861). Озаглавена също: Ловец на тигри (The Tiger-Hunter) (1862)
- Ямайски марони, The Maroon (1862)
- Пълзачи по скали (Пълзачи по скали или Самотния дом в Хималайските планини, изд.1961 г.), The Cliff Climbers or The Lone Home in the Himalayas (1864)
- Екипажът на „Пандора“ (Даровете на океана, изд.1929), Ocean Waifs (1864)
- Бялата ръкавица, The White Gauntlet: A Romance (1864)
- Млади роби, The Boy Slaves (1865)
- Конникът без глава (Конникът без глава: странна история от Тексас), The Headless Horseman: A Strange Tale of Texas (1865)
- Бандолеро или Сватба сред планините (The Bandolero: or, A Marriage Among the Mountains) (1866). Озаглавена също: Планинска сватба (The Mountain Marriage) (1867)
- Ловци на жирафи, The Giraffe Hunters (1867)
- Вождът на герилите и други истории (The Guerilla Chief: And Other Tales) (1867)
- Плаване в гората: пътешествие сред горските върхари (Afloat in the Forest: A Voyage Among the Treetops) (1867). Озаглавена също: Плаване в гората (Afloat in the Forest) (1868)
- Момиче-съпруга: повест за два свята (The Child Wife: A Tale of Two Worlds) (1868)
- Плантаторът-пират: сувенир от Мисисипи (The Planter Pirate: A Souvenir of the Mississippi) (1868). Озаглавена също: Сухоземни пирати или Лигата на Дяволския остров, история от Мисисипи (The Land Pirates: or, The League of Devil's Island, A Tale of the Mississippi) (1879)
- Безпомощна ръка или Възмездието на дивия лес (The Helpless Hand: or, Backwoods Retribution) (1868). Озаглавена също: Фатална връв: Повест за възмездието на дивия лес (The Fatal Cord: A Tale of Backwoods Retribution) (1869)

### 1870 – 1879
- Четириноги (Quadrupeds) (1870) – научно-популярна
- Борнео (Корабокрушенци: приключения в дебрите на Борнео), The Castaways: A Story of Adventure in the Wilds of Borneo (1870)
- Бялата скуо и жълтия вожд (The White Squaw and the Yellow Chief) (1871). Озаглавена също: Бялата скуо (1868),
- Синият Дик или Отмъщението на жълтия вожд (Blue Dick: or, The Yellow Chief's Vengeance) (1879)
- Самотно ранчо: повест за „Оградената равнина“ (The Lone Ranche: A Tale of the „Staked Plain“) (1860)
- Пръстът на съдбата, The Finger of Fate: A Romanc (1872). Озаглавена също: Звездата на империята, роман (The Star of Empire: A Romance) (1888) (посмъртно)
- Кубински патриот или Красивата креолка. Епизод от кубинската революция (The Cuban Patriot: or, The Beautiful Creole. An Episode of the Cuban Revolution) (1873)
- Смъртоносен изстрел: роман за гората и прерията (The Death Shot: A Romance of Forest and Prairie) (1873). Озаглавена също: Смъртоносен изстрел: преразказана история (The Death Shot: A Story Retold) (1874)
- Сигнал за помощ: повест за южните морета (The Flag of Distress: A Story of the South Seas) (1876)
- Гуен Уин: роман за долината на река Ай (Gwen Wynn: A Romance of the Wye) (1877)
- Ловци на мустанги (The Wild-Horse Hunters) – в съавторство с Фредерик Уитъкър (1877)
- Гаучото Гаспар (Гаучото Гаспар: повест за Гран Чако), Gaspar the Gaucho: A Tale of the Gran Chaco (1879)
- Барката „Спектър“: Повест за Пасифика (The Specter Barque: A Tale of the Pacific) (1879)
- Капитанът на стрелците или Кралицата на езерата (The Captain of the Rifles: or, The Queen of the Lakes) (1879) Озаглавена също: Кралицата на езерата: роман за Мексиканската долина (The Queen of the Lakes: A Romance of the Mexican Valley) (1880)
- Крис Рок или Любовник във вериги (Cris Rock: or, A Lover in Chains) (1879)

### 1881 – 1890

#### Издадени приживе
- Свободни стрелци: роман за Мексиканската долина (The Free Lances: A Romance of the Mexican Valley) (1881)

#### Издадени посмъртно
- Лов на левиатан или Приключения в океана (The Chase of Leviathan: or, Adventures in the Ocean) (1882). Озаглавена също: Ловци в океана или Лов на левиатан: роман за опасно приключение (The Ocean Hunters: or, The Chase of Leviathan. A Romance of Perilous Adventure) (1881)
- Огнена земя (Огнена земя: приключенска повест) The Land of Fire: A Tale of Adventure (1884)
- Младите бури: повест за приключения в Южна Африка (The Vee-Boers: A Tale of Adventure in Southern Africa) (1885)
- Пътеводител на златотърсача или Изгубената планина (The Gold Seeker's Guide: or, The Lost Mountain) (1882). Озаглавена също: Изгубената планина: повест за Сонора (The Lost Mountain: A Tale of Sonora) (1885)
- Пронизано сърце и други разкази (The Pierced Heart and Other Stories) (1885)
- Попаднали в капана на едно дърво и други разкази (Trapped in a Tree and Other Stories) (недатирани – след 1867). Вероятно издадени посмъртно
- Без пощада (No Quarter) (1888)
- Популярни приключенски повести (Popular Adventure Tales) (1890) – антология, съдържаща Млади пътешественици (Young Voyageurs), Изгнаници в гората (Forest Exiles) и Горски момчета (Bush Boys)

Произведенията на Майн Рид имат над 200 издания в България от края на 19 век (1897 г.).